# Rhône (ledenjak)
 Ledenjak Rhône je izvor rijeke Rhône i jedan od glavnih dotoka Ženevskog jezera a nalazi se na samom istočnom dijelu kantona Valais u Švicarskoj. Zbog toga što je njegov položaj blizu ceste prema prijevoju Furka Pass ledenjak je lako pristupan.
Njegova lokacija je u Urnerskim Alpama blizu prijevoja Grimsel Pass, i dio je općine Oberwald.
Ovaj ledenjak je poznat po tome što je tijekom 120 godina otkada se vrše mjerenja na ledenjaku izgubio cca ~ 1300 m svoje duljine.

## Pogledati još
- ledenjak
- prijevoj Furka

## Vanjske poveznice
- Simulacija smanjivanja ledenjaka  Arhivirana inačica izvorne stranice od 7. rujna 2016. (Wayback Machine)
- Swiss Glacier Monitoring Network: Ledenjak Rhone – s podacima variranja duljine ledenjaka od 1879.